# Mahir al-Zubaydi
Mahir al-Zubaydi (fallecido el 3 de octubre de 2008 en Adhamiya, Bagdad, Irak), también conocido como Abu Assad o Abu Rami,fue un comandante militar de Al Qaeda en Irak. Se cree que Zubaydi fue quién encabezó el grupo que realizó un atentado en octubre de 2008, acabando con la vida de 16 personas. El Ejército de los Estados Unidos ha dicho que Zubairy es sospechoso de varios otros ataques contra fuerzas iraquíes y estadounidenses en años anteriores. Zubaydi también participó en un video publicado en junio de 2006, en donde asesina a cuatro diplomáticos rusos.

## Muerte
El 3 de octubre de 2008, las tropas estadounidenses atacaron a Zubairy, después de recibir informes de inteligencia sobre dos atentados terroristas en Bagdad, en contra de mezquitas chiitas. Las tropas lo rastrearon hasta una casa en el distrito de Adhamiya en Bagdad (un área predominantemente musulmana sunita), por lo que rodearon el edificio, y usaron altavoces para ordenarle que se rindiera. Los estadounidenses reportaron que Zubairy respondió abriendo fuego, por lo que los soldados respondieron de la misma forma, acabando con su vida. Durante el enfrentamiento, también fue asesinada una mujer, de la que se informó que era la esposa de Zubairy.